# Aase Schiøtt Jacobsen
Aase Schiøtt Jacobsen (* um 1925; † 2005) war eine dänische Badmintonspielerin.

## Karriere
1943 machte Aase Schiøtt Jacobsen das erste Mal auf sich aufmerksam, als sie in ihrem Heimatland die Einzelmeisterschaften der Junioren U18 gewann. Vier Jahre sollte es dauern, bevor sie 1947 ihren ersten Titel bei den Erwachsenen im Mixed mit Poul Holm holte. Siebenmal stand sie im Finale der All England, den damaligen inoffiziellen Weltmeisterschaften. 1949 und 1951 gewann sie dort den Titel im Dameneinzel, 1952 den Titel im Damendoppel.

## Sportliche Erfolge
| Saison    | Veranstaltung                                    | Disziplin   | Platz | Name                                           |
| --------- | ------------------------------------------------ | ----------- | ----- | ---------------------------------------------- |
| 1942/1943 | Dänemark: Einzelmeisterschaften der Junioren U18 | Dameneinzel | 1     | Aase Schiøtt Jacobsen, Gentofte                |
| 1943/1944 | Dänemark: Einzelmeisterschaften der Junioren U18 | Dameneinzel | 1     | Aase Schiøtt Jacobsen, Gentofte                |
| 1946/1947 | Dänemark: Internationale Meisterschaften         | Damendoppel | 1     | Aase Schiøtt Jacobsen / Marie Ussing           |
| 1946/1947 | Dänemark: Einzelmeisterschaften                  | Mixed       | 1     | Poul Holm / Aase Schiøtt Jacobsen, Gentofte BK |
| 1947      | All England                                      | Damendoppel | 2     | Aase Schiøtt Jacobsen / Marie Ussing           |
| 1949      | All England                                      | Dameneinzel | 1     | Aase Schiøtt Jacobsen                          |
| 1950      | All England                                      | Dameneinzel | 2     | Aase Schiøtt Jacobsen                          |
| 1950/1951 | Dänemark: Einzelmeisterschaften                  | Damendoppel | 1     | Aase Schiøtt Jacobsen / Tonny Ahm, Gentofte BK |
| 1951      | All England                                      | Dameneinzel | 1     | Aase Schiøtt Jacobsen                          |
| 1951/1952 | Dänemark: Internationale Meisterschaften         | Dameneinzel | 1     | Aase Schiøtt Jacobsen                          |
| 1952      | All England                                      | Dameneinzel | 2     | Aase Schiøtt Jacobsen                          |
| 1952      | All England                                      | Damendoppel | 1     | Tonny Ahm / Aase Schiøtt Jacobsen              |
| 1952      | All England                                      | Mixed       | 2     | Ole Jensen / Aase Schiøtt Jacobsen             |
| 1952/1953 | Dänemark: Einzelmeisterschaften                  | Dameneinzel | 1     | Aase Schiøtt Jacobsen                          |
| 1953      | Frankreich: Internationale Meisterschaften       | Dameneinzel | 1     | Aase Schiøtt Jacobsen                          |
| 1953      | French Open                                      | Damendoppel | 1     | Aase Schiøtt Jacobsen / Annelise Petersen      |
| 1953      | Denmark Open                                     | Dameneinzel | 1     | Aase Schiøtt Jacobsen                          |
| 1953/1954 | Dänemark: Einzelmeisterschaften                  | Dameneinzel | 1     | Aase Schiøtt Jacobsen                          |
| 1955/1956 | Dänemark: Internationale Meisterschaften         | Dameneinzel | 1     | Aase Schiøtt Jacobsen                          |
| 1956      | Schweden: Internationale Meisterschaften         | Dameneinzel | 1     | Aase Schiøtt Jacobsen                          |
| 1958/1959 | Deutschland: Internationale Meisterschaften      | Damendoppel | 1     | Agnete Friis / Aase Schiøtt Jacobsen           |
| 1958/1959 | Deutschland: Internationale Meisterschaften      | Mixed       | 2     | Rasmussen / Aase Schiøtt Jacobsen              |
| 1958/1959 | Deutschland: Internationale Meisterschaften      | Dameneinzel | 1     | Aase Schiøtt Jacobsen                          |